# Andrew Heo
Pour les articles homonymes, voir Heo.
Andrew Heo est un patineur de vitesse sur piste courte américain.

## Biographie
Il naît le 7 mars 2001 à Warrington Township de parents immigrants de Corée du Sud. Il a un grand frère, Aaron, qui fait aussi du short-track pendant leur enfance ; ils sont entraînés au Potomac Skating Club par Kim Dong-sung, et quand il rejoint l'équipe nationale, il est entraîné par Wilma Boomstra.
À l'été 2019, il tombe à l'entraînement et se coupe l'avant-bras gauche, ce qui l'oblige à recevoir 34 points de suture. La même année, il participe à sa première finale de coupe du monde.
Il participe aux épreuves de patinage de vitesse sur piste courte aux Jeux olympiques de 2022 sur le 1 000 mètres et au relais mixte.